# Hugo Wilmar
Hugo Alexander Wilmar (Amersfoort, 25 mei 1923 - Cuzco, 21 december 1957) was een Nederlandse wildbioloog, fotograaf en filmer. Hij was Engelandvaarder, oorlogsfotograaf en maakte fotoreportages over Indonesië, Nieuw-Guinea, Suriname, de Antillen, Egypte, Noord- en Zuid-Afrika, Ethiopië, het Midden-Oosten, Spanje en Portugal.

## Oorlogsjaren
Huug Wilmar zat op het Rijnlands Lyceum in Wassenaar. Na zijn eindexamen deed Wilmar wat illegaal werk maar hij wilde meer doen. Hij vertrok naar het Zuiden.  
In Pau nam hij contact op met de Maquis. Met een groep van tien mannen, w.o. drie Amerikaanse vliegers, trok hij met drie bewapende mannen van de Maquis vanuit Gavarnie door de besneeuwde Pyreneeën. Overdag schuilden ze in berghutten. Op de 7de dag bereikten ze de Spaanse grens. Toen ze zich omdraaiden om de overwonnen bergen nog eenmaal te bekijken, zagen ze in de verte een Duitse patrouille. Die was te laat om hen tegen te houden, ze hadden het vrije Spanje al bereikt. 
In Jaca werden ze opgevangen door de Guardia Civil. Wat een teleurstelling. Ze kregen te eten en te drinken, maar  werden de volgende dag afgevoerd naar concentratiekamp Miranda. In dat kamp bleken al veel Nederlandse, Belgische, Franse en zelfs Deense patriotten te zitten. De Nederlandse consul in Madrid slaagde erin een paar Nederlandse gevangenen vrij te krijgen. Wilmar werd naar Gibraltar gebracht en kon daar met een schip mee naar Noord-Afrika. Via Schotland kwam hij in de Verenigde Staten terecht. Daar werd hij voor actieve dienst afgekeurd omdat hij een bril droeg. De enige manier om actief mee te kunnen doen was om oorlogscorrespondent en fotograaf te worden. Hij volgde een opleiding en werd ingedeeld bij een Marine-brigade. Zo maakte hij verschillende acties mee.

## Fotograaf bij Uitgeverij De Spaarnestad
In 1947 verliet Wilmar de militaire dienst. Hij kwam naar Nederland terug en werkte tot 1951 voor uitgeverij De Spaarnestad. In die periode legde hij voor onder andere de Katholieke Illustratie en de Panorama de politionele acties tijdens de Indonesische onafhankelijkheidsoorlog vast. Later maakte hij voor deze bladen fotoreportages in het Midden-Oosten, Afrika en op de Nederlandse Antillen. Ook trok hij door Nieuw-Guinea, waar hij foto’s maakte van Amerikaanse vliegvelden en gedumpte vliegtuigen. . 
Omdat Wilmar ook Amerikaans sprak, kreeg hij toestemming van de Commissie van Goede Diensten een rapportage over Djokja te maken, de toenmalige hoofdstad van de Republiek Indonesia. Hij moest zijn Nederlandse naam daar geheim houden en zijn verslag werd door “een Amerikaans bureau” ondertekend. Foto's van Wilmar uit de periode 1945-1949 geven een zeldzaam beeld over het geweld in Indonesië en werden in 1994 voor het eerst gepubliceerd in het boek "Front Indië, Hugo Wilmar, ooggetuige van een koloniale oorlog", Louis Zweers.
In 1948 fotografeerde hij in Afrika, eind 1948 ging hij naar de Antillen, en in 1949 bezocht hij ook Cuba, Haïti, Suriname en Florida. Samen met journalist Wolf Kielich reisde Wilmar door het Midden-Oosten, Egypte en Ethiopië. In Ethiopië had hij een interview met keizer Haile Selassie, in Jordanië met koning Abdoellah, die in 1951 vermoord werd.
In 1950 maakte hij zijn laatste reportagereis voor Uitgeverij De Spaarnestad door Spanje en Portugal. In 1951 emigreerde Hugo Wilmar naar Amerika om de opleiding wildlife-management te volgen aan de Universiteit van Wisconsin. De studie bestond uit een theoretisch deel en een praktijk gedeelte. Hij bracht enkele maanden door in een trappershut in Newfoundland. In Madison, Wisconsin ontmoette hij Mary Price. 

## Filmmaker voor Disney
Op voordracht van zijn Professoren kwam Wilmar na het afronden van zijn opleiding in dienst bij Walt Disney als filmmaker. In zijn eerste jaar was hij als fotograaf betrokken bij de producties "Bear Country" en de film "Perry". Na het huwelijk tussen Mary Price en Hugo Wilmar op 18 november 1954 vertrok het echtpaar naar Southampton Island voor het filmen van de True-Life Adventure film "White Wilderness". Mary keerde in augustus 1955 terug naar Amerika voor de geboorte van hun eerste kind. Kort daarna vertrok de familie naar het Amazonegebied bij Manaus, Brasilië voor de opnames van de film "Jungle Cat".  Eind 1957 vertrok Mary naar hun huis in Burbank, Californië om de geboorte van hun tweede baby af te wachten. Ondertussen rondde Wilmar de opnames van de film in Brazilië af. Op verzoek van Disney maakte hij in december 1957 foto's van Machu Picchu in Peru. Op de weg terug naar Amerika raakte Wilmar op 19 december 1957 in de buurt van Cuzco, Peru, gewond ten gevolge van een botsing met een trein. Hij overleed na twee dagen op 34-jarige leeftijd. Een week later werd zijn zoontje geboren.

## Enkele foto's van Wilmar

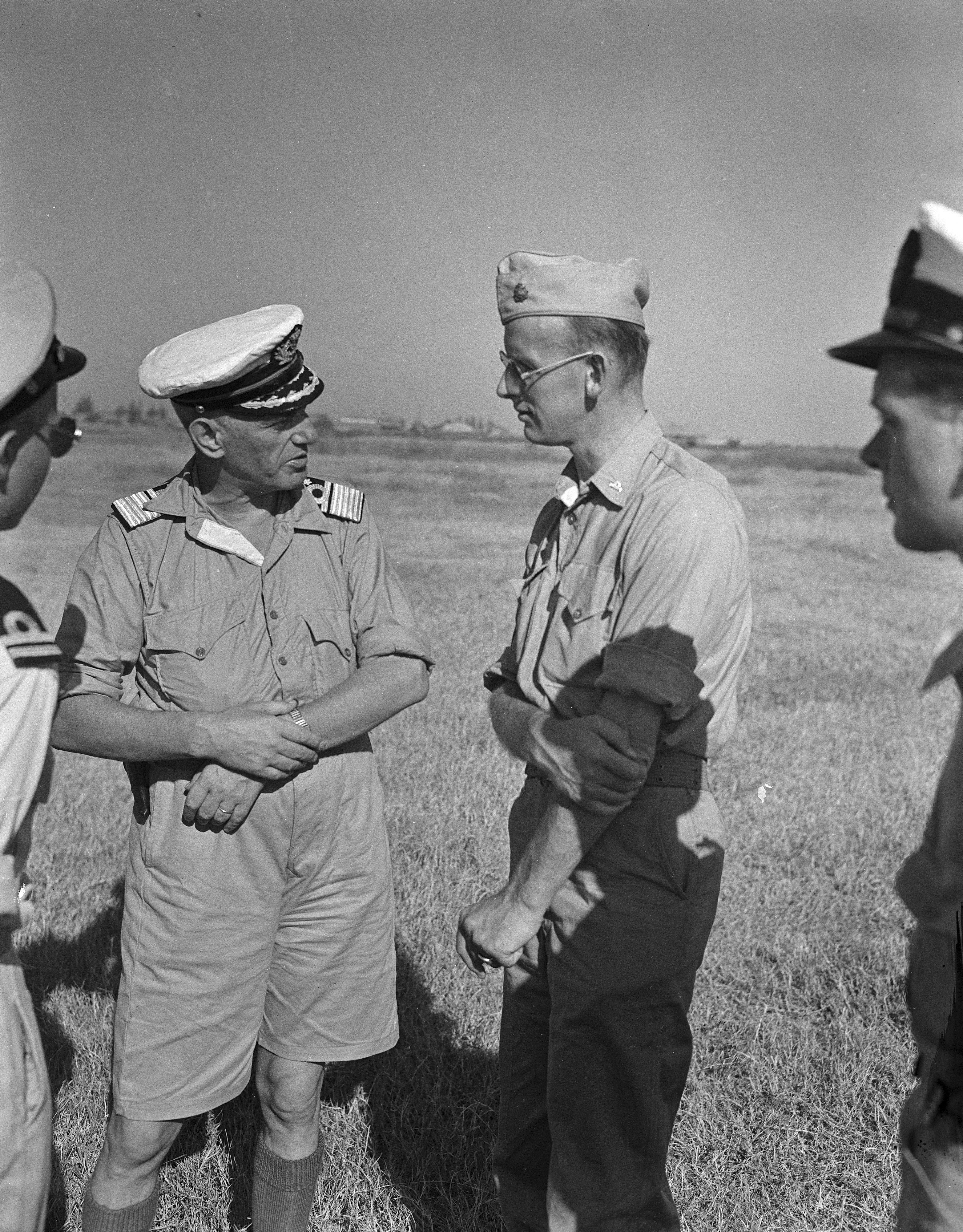
Nederlandse militairen in Soerabaja (1946)
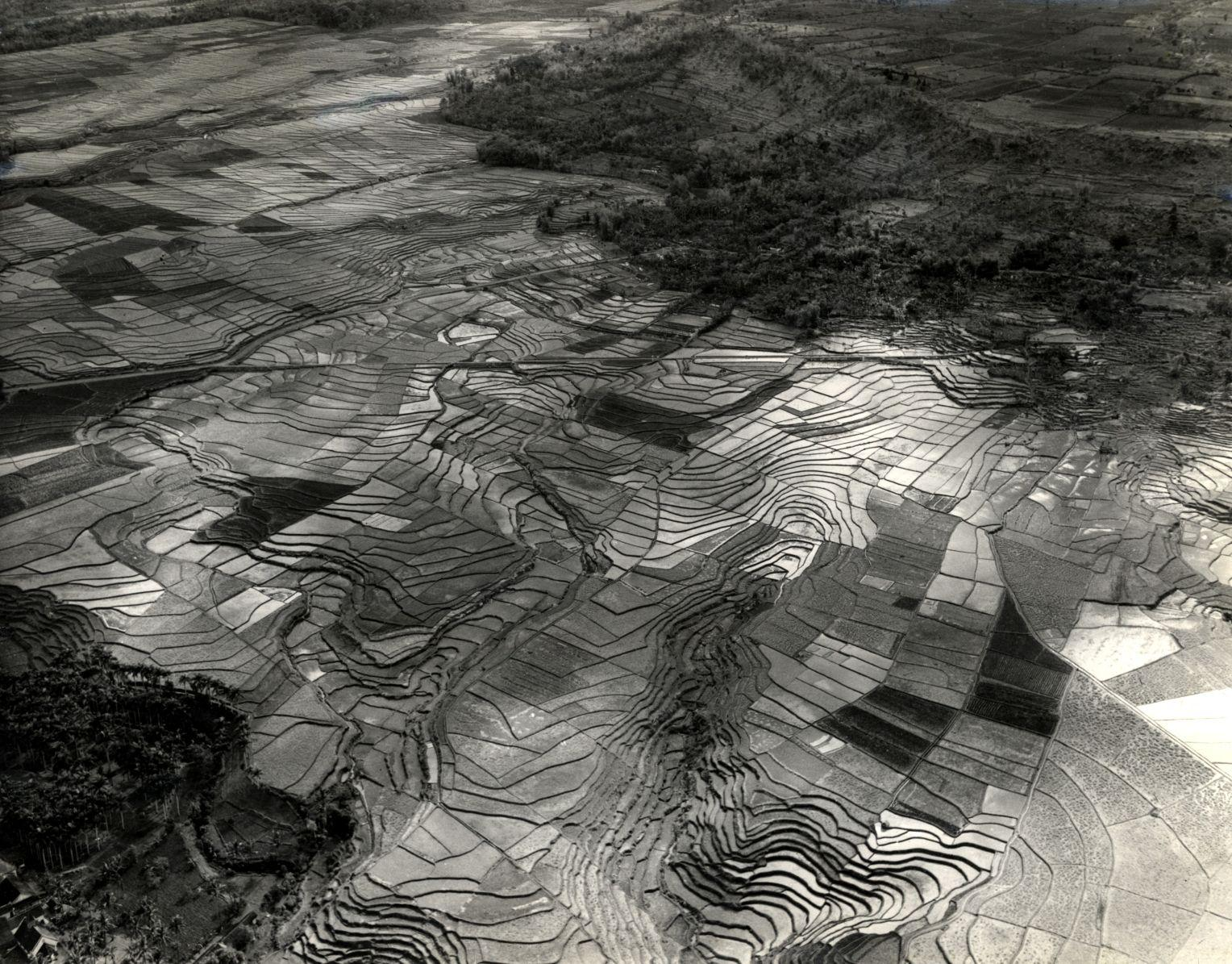
Rijstvelden (Java, 1947)
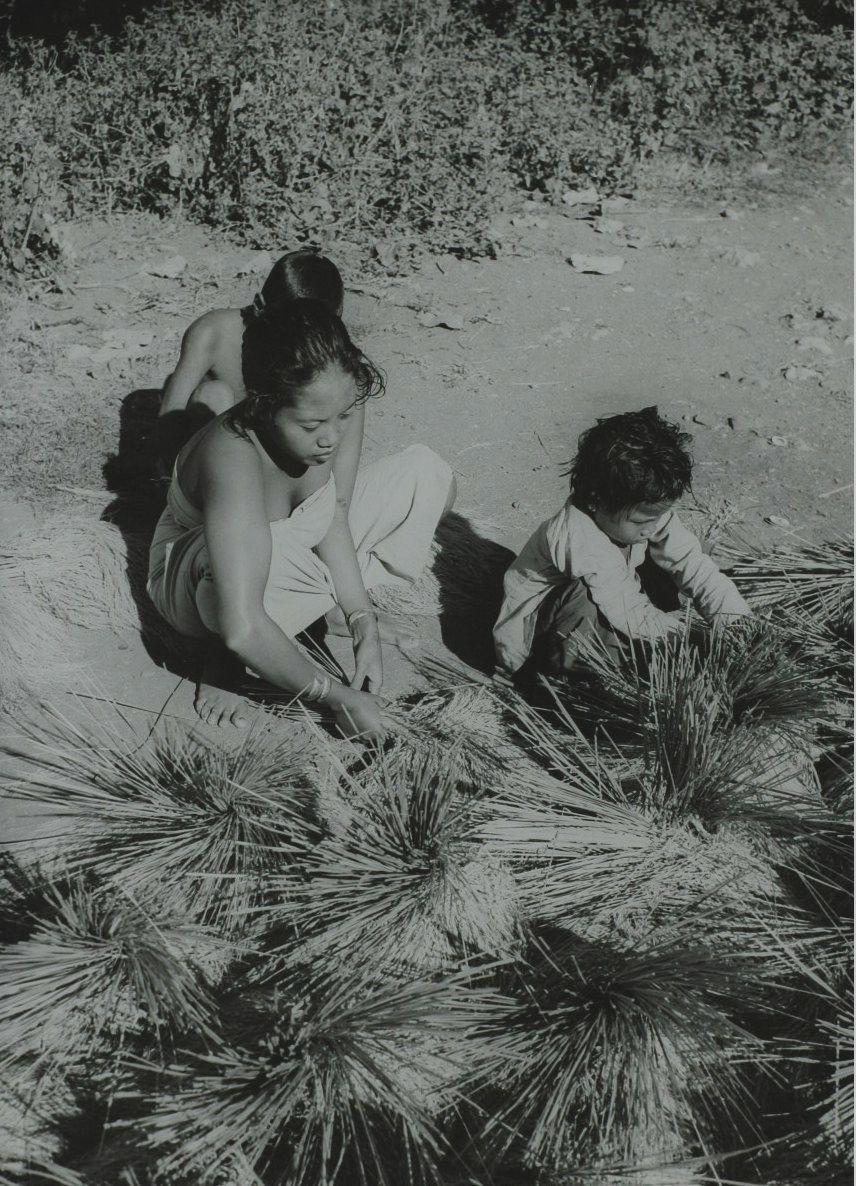
Rijstoogst (Java, 1947)
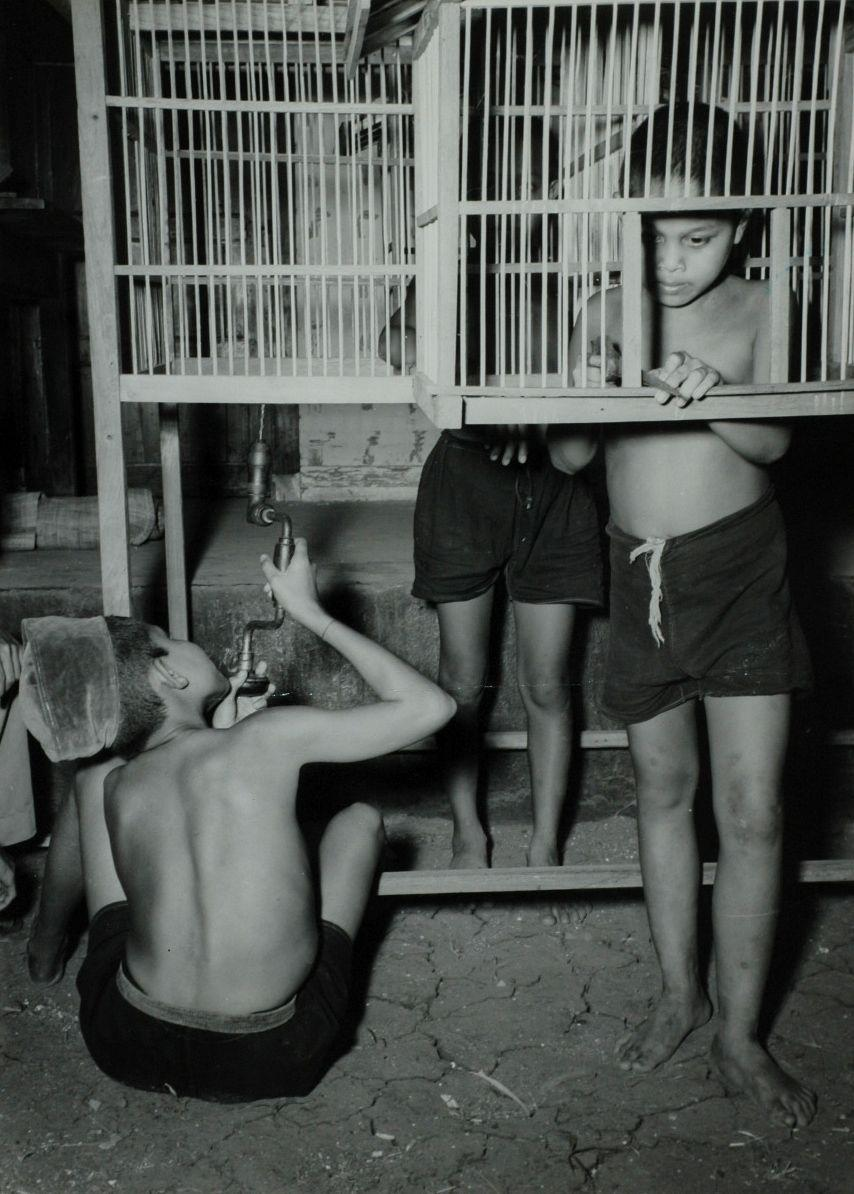
Vogelkooitjes (Java, 1947)
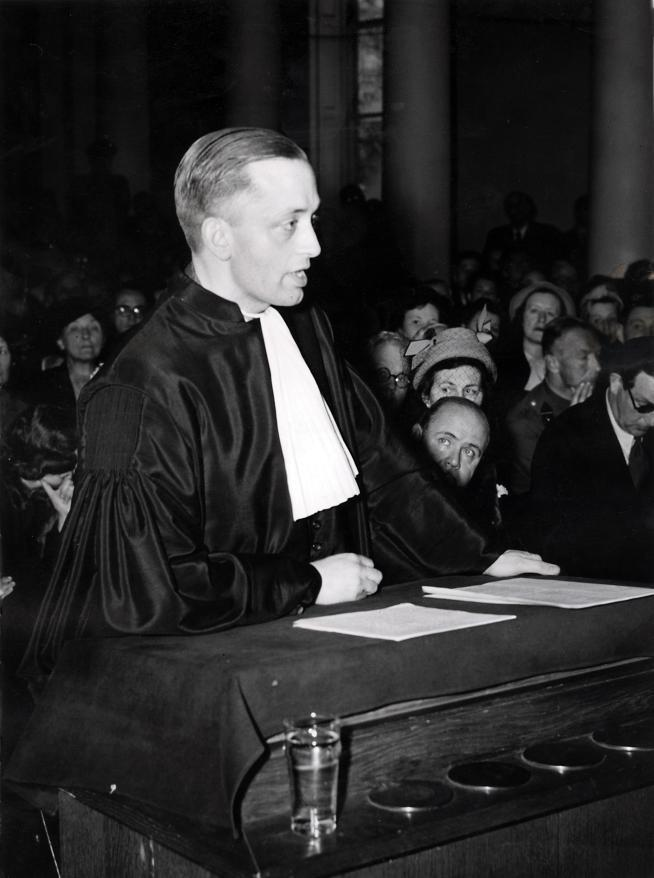
Karel van Rijckevorsel (1948)

- Biografisch Portaal: 50501722
- Gemeinsame Normdatei: 119304953
- International Standard Name Identifier: 0000 0000 3205 0724
- Library of Congress Control Number: n95081667
- Nederlandse Thesaurus van Auteursnamen: 075071746
- RKD-Nederlands Instituut voor Kunstgeschiedenis: 94339
- Virtual International Authority File: 72201046
- WorldCat: E39PBJtgYRQMX7mFyVg38tRqcP